# Amon Amarth
Gli Amon Amarth sono un gruppo musicale melodic death metal svedese formatosi nel 1988 col nome "Scum" a Tumba (un sobborgo di Stoccolma), capitanati dal frontman Johan Hegg. I testi del gruppo sono ispirati alla mitologia norrena e mostrano una spiccata avversione per il cristianesimo, visto come distruttore della religione norrena e causa del declino dei regni pagani scandinavi.

## Storia

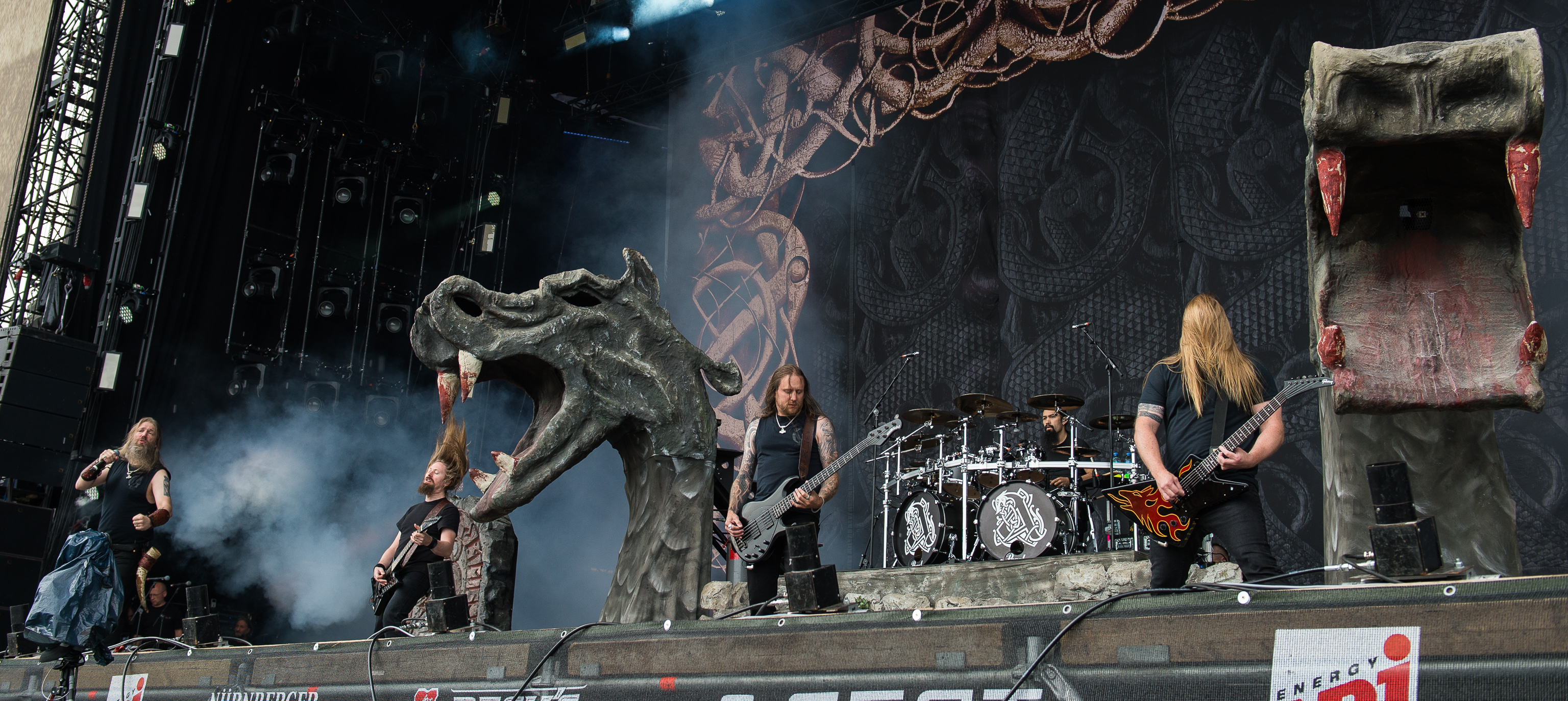
Gli Amon Amarth al Rock im Prk 2016

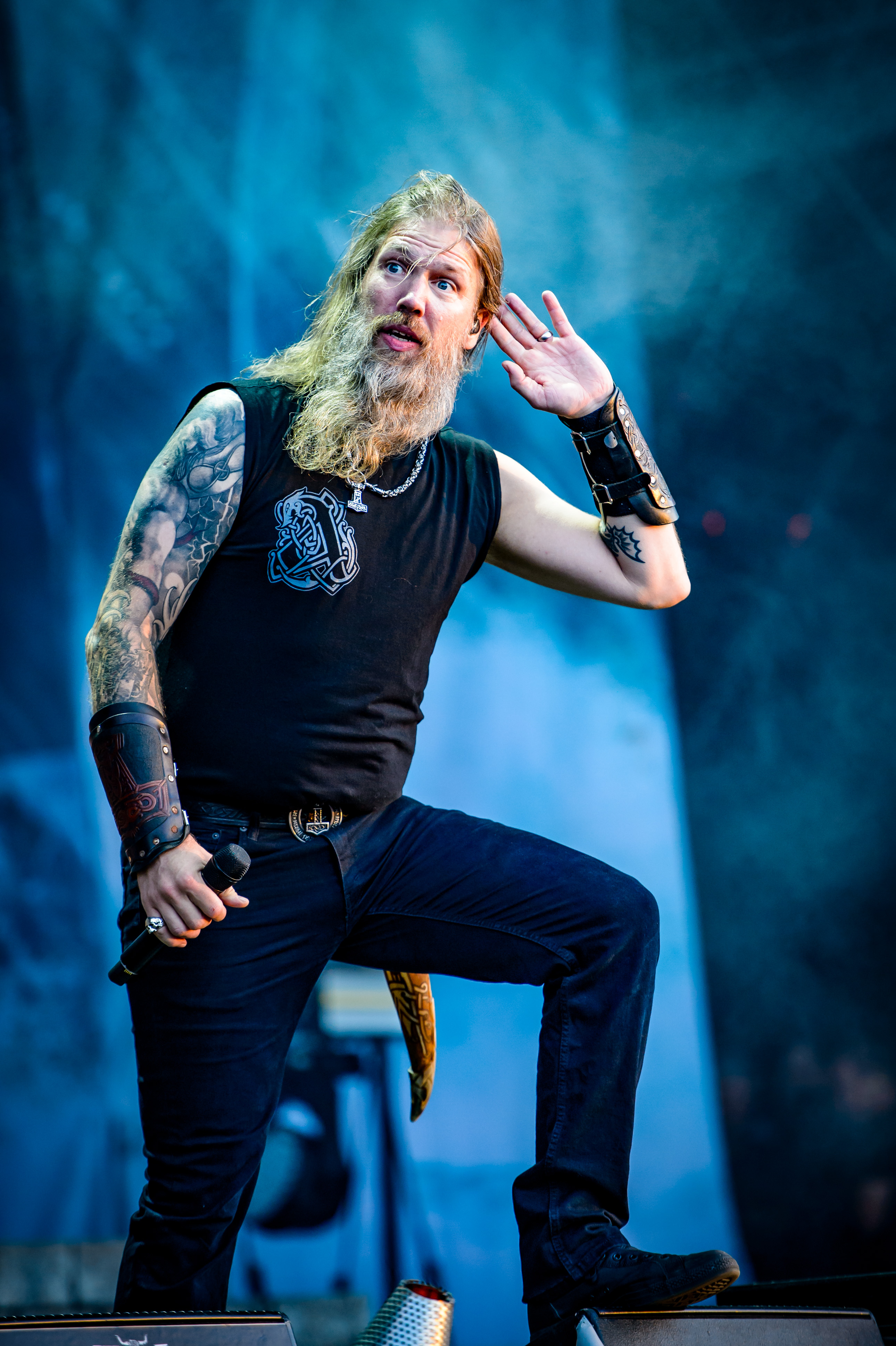
Johan Hegg al Wacken Open Air 2017

Nato col nome di Scum nel 1988, nel 1992, all'arrivo del cantante Johan Hegg, il gruppo cambiò genere musicale (prima suonavano death metal) e il nome in Amon Amarth, per il quale trassero ispirazione dalla mitologia di J. R. R. Tolkien. Tale nome in lingua Sindarin significa infatti Monte Fato. Nel 1996 la band pubblicò il demo The Arrival of the Fimbul Winter, che seguì il mai commercializzato (ma pubblicato nell'edizione bonus di Versus the World) Thor Arise (1994).
Con l'album Once Sent from the Golden Hall del 1998 (uscito nonostante litigi e disguidi con l'allora produttore degli Entombed che portarono il gruppo a cambiare studio) la loro fama crebbe a livello internazionale. In quello stesso anno parteciparono per la prima volta al Wacken, portando successivamente a diversi tour negli USA e all'apparizione in diverse riviste musicali specializzate e in sei video musicali.
Nonostante il successo, il loro batterista, Martin Lopez, lasciò il gruppo per unirsi agli Opeth, con cui suonò fino al 2006. Nella formazione dell'album comparì anche un ospite alla chitarra ritmica, Anders Hansson. Tuttavia Fredrik Andersson prese il posto di Lopez, e alla chitarra (sia ritmica che solista, al pari di Olavi Mikkonen) venne assoldato Johan Söderberg, che aveva mixato e masterizzato una demo promozionale per il primo album, contenente le tracce Ride for Vengeance e Amon Amarth. Questa formazione fu mantenuta fino a marzo 2015, momento in cui il batterista Fredrik Andersson lasciò la band per dedicarsi al progetto personale This Ending.

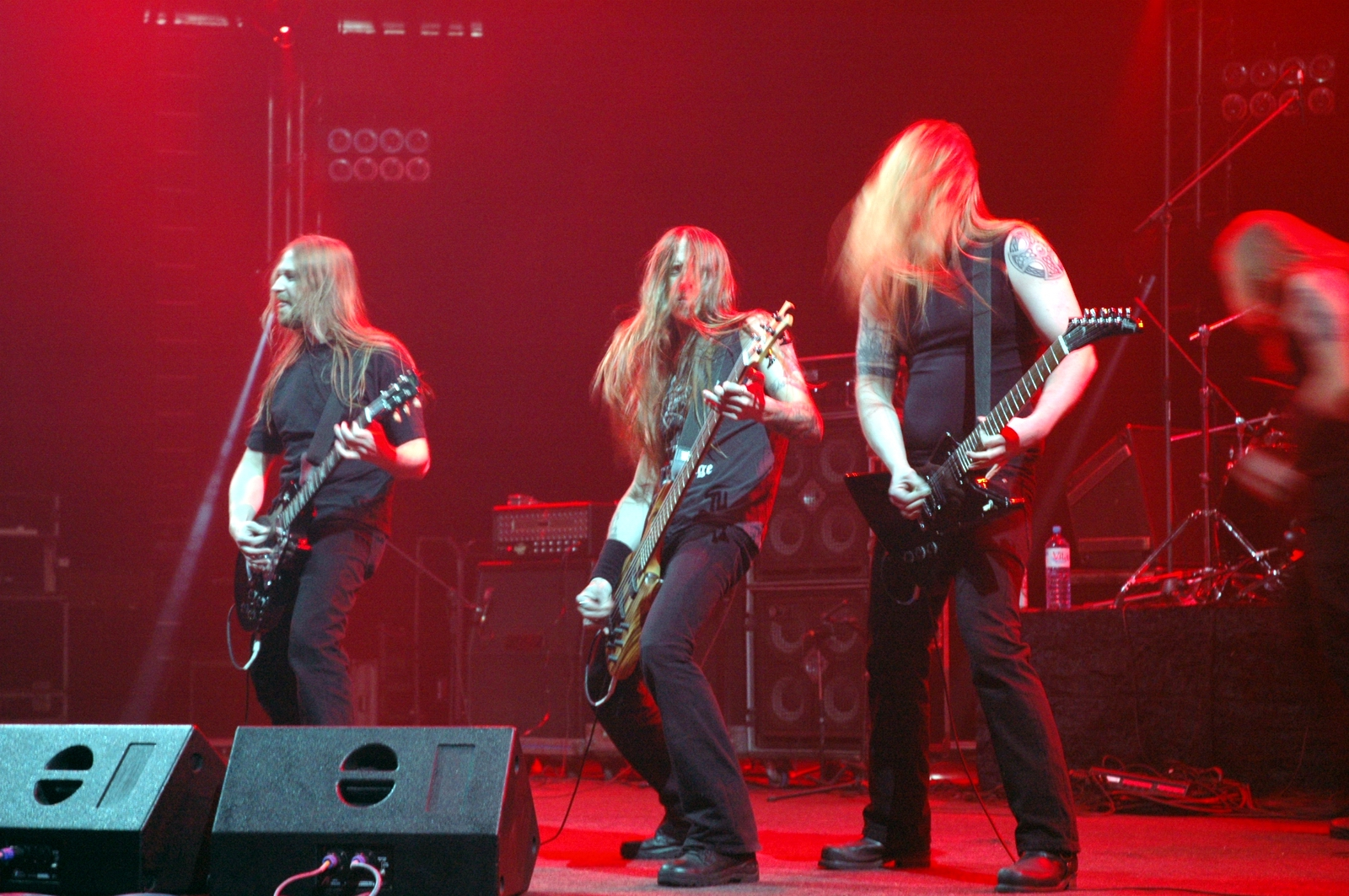
Johan Söderberg, Ted Lundström e Olavi Mikkonen al Metalmania 2005

Nel 2000 uscì il loro secondo album, The Avenger e, appena un anno dopo, The Crusher ("Il Frantumatore"). Dotato di un sound più "rozzo" e primitivo, il terzo è probabilmente l'album più anticristiano prodotto dagli Amon Amarth. Il lavoro, oltre a aprire veramente le porte della fama ai cinque (i primi tour americani si registrano dopo l'uscita di questo album), The Crusher contiene la prima vera "hit", la traccia Masters of War, che venne considerato il nuovo cavallo di battaglia dopo Ride for Vengeance del primo full-length.
Poco prima dell'uscita del loro quarto album Versus the World, il gruppo attraversava un periodo critico, e fu sull'orlo dello scioglimento. Gli Amon Amarth decisero di registrare il loro ultimo album per uscire di scena con un capolavoro. Forse è proprio da questo sentimento di frustrazione che scaturisce la potente rabbia di quello che in origine doveva essere intitolato The End. Dopo che la band si accorse del potenziale di ciò che aveva tra le mani, tuttavia, l'album fu pubblicato col titolo di Versus the World.
Il quinto full-length Fate of Norns presenta innovazioni generali: composto quasi esclusivamente da mid-tempo, si differenzia dai precedenti tre anche per la copertina. Fu duramente valutato dalla critica per la mancanza della tradizionale brutalità e divise i fan tra chi lo riteneva un pessimo album e chi un'opera comunque accettabile, sebbene al di sotto della media.

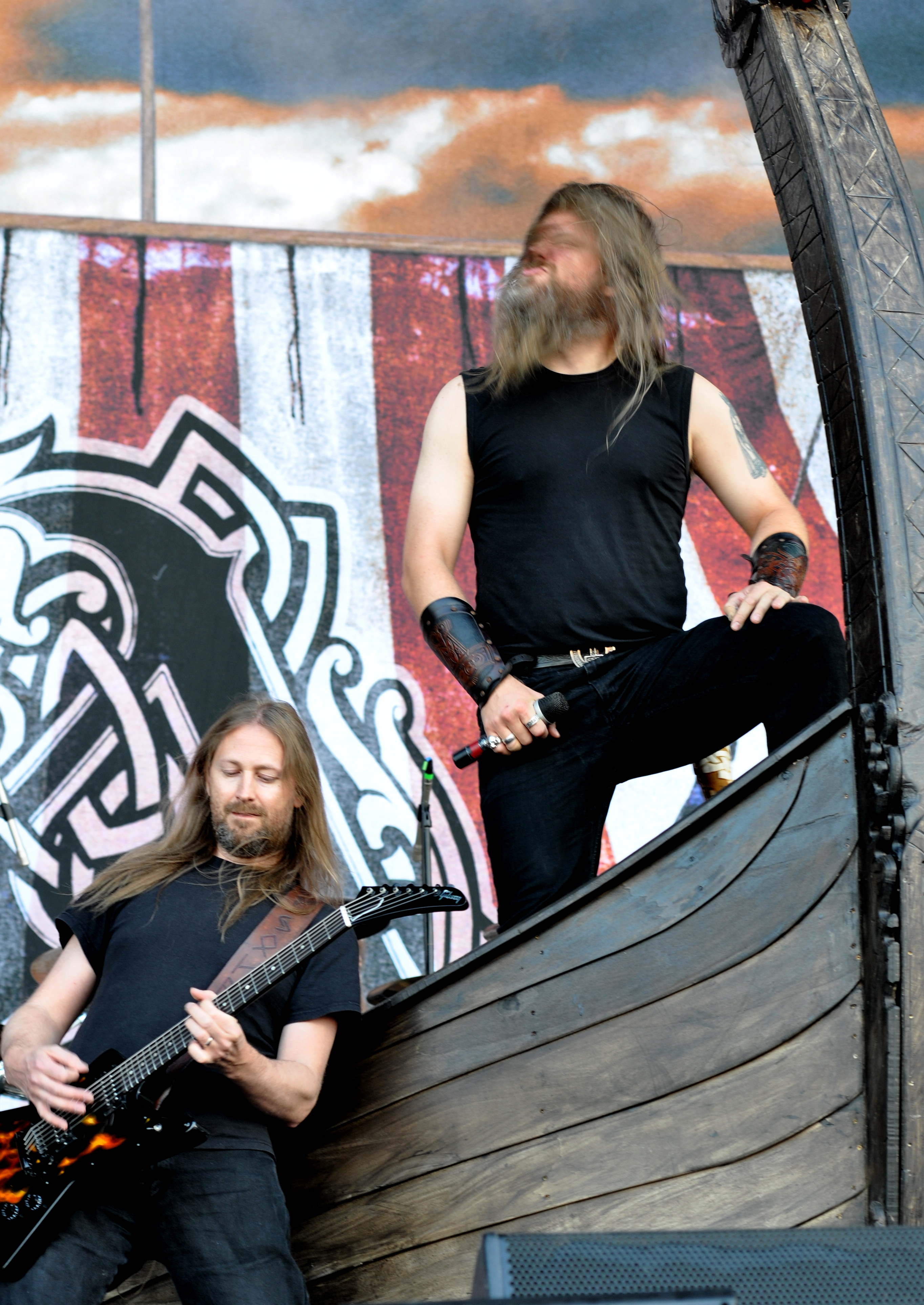
Johan Söderberg e Johan Hegg al Rock am Ring 2013

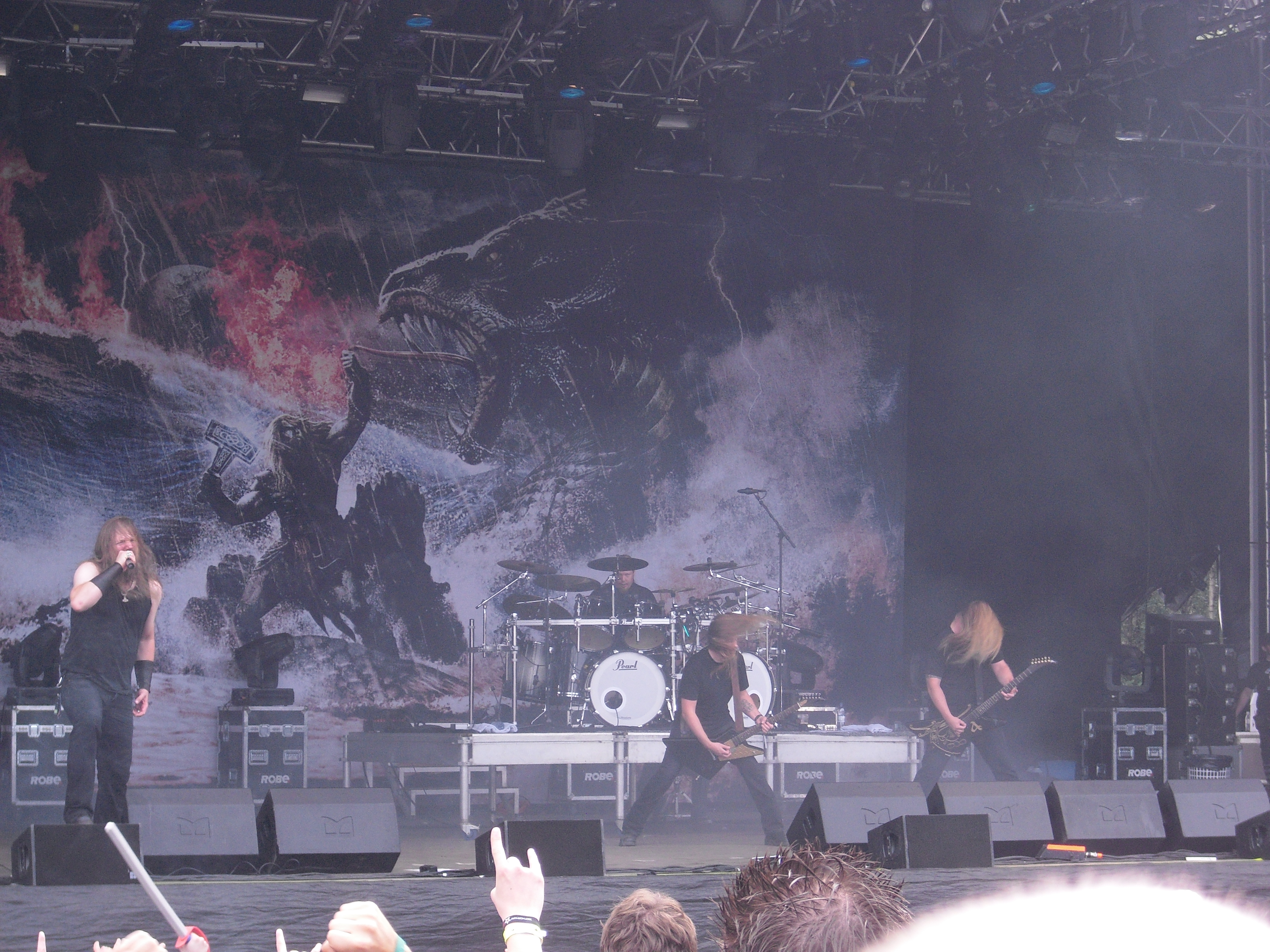
Gli Amon Amarth al Norway Rock Festival 2010

Il loro sesto album, With Oden on Our Side, fu pubblicato il 22 settembre 2006 in Germania, Austria e Svizzera, il 25 settembre nel resto d'Europa e il 5 ottobre in Canada. Acclamato come il lavoro migliore dai tempi di Once Sent From the Golden Hall, l'album è stato inserito dal sito Metalitalia.com tra i migliori dieci della sua decade (2000-2009) insieme a mostri sacri come gli Slayer (presenti con l'album God Hates Us All).
Il 19 settembre 2008 venne pubblicato il loro settimo album, Twilight of the Thunder God, opera dallo stile vario. È anche il primo album in cui gli Amon Amarth accettano special guests. Nell'apertura, Twilight of the Thunder God, Roope Latvala dei Children of Bodom suona l'assolo di chitarra; in Guardians of Asgaard, alla voce di Johan Hegg si alterna quella di Lars Goran Petrov, il cantante degli Entombed. Infine, in Live for the Kill, i tre violoncellisti componenti degli Apocalyptica fanno la loro parte durante l'ultimo minuto. In Free Will Sacrifice è inoltre presente un coro (maschile, tutti quanti in growl) che intona il ritornello assieme a Hegg, e in Tattered Banneres and Bloody Flags si possono chiaramente udire corni di battaglia.
Nel 2009, la rivista Metal Hammer Germania li ha eletti "Miglior Band Live" al concorso Golden Gods.

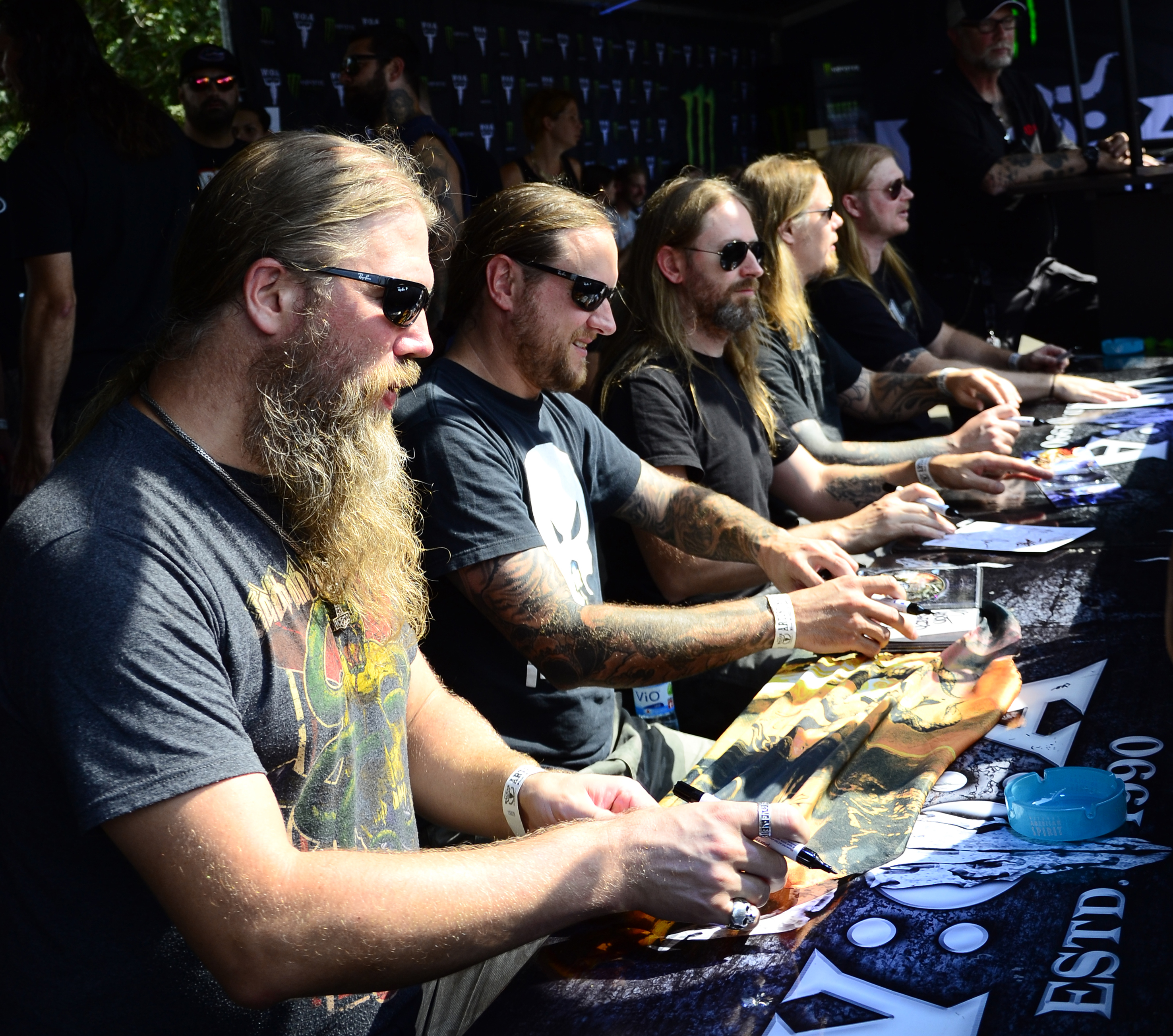
Gli Amon Amarth durante un meet 'n' greet al Wacken Open Air 2014

Il 20 marzo 2011 esce l'ottavo album Surtur Rising, poi premiato come "Best Album" ai Metal Hammer Awards 2011.
Il 21 giugno 2013 per Metal Blade Records esce il nuovo album della band, intitolato Deceiver of the Gods, che contiene due dischi: il primo è l'album originale, composto da dieci tracce inedite, e il secondo disco è un EP contenente 4 canzoni arrangiate con lo stile di altri noti gruppi della scena heavy metal. Quest'ultimo è presente soltanto nell'edizione limitata dell'album.
Nel marzo del 2015 il batterista Fredrik Andersson lascia la band dopo 17 anni per dedicarsi al progetto personale This Ending.
Il 25 marzo 2016 è stato pubblicato Jomsviking.
Il 30 settembre 2016, Jocke Wallgren viene annunciato come nuovo batterista del gruppo.
Il 3 maggio 2019 la band pubblica il suo undicesimo album, Berserker.

## Formazione

### Formazione attuale
- Johan Hegg – voce (1992-presente)
- Olavi Mikkonen – chitarra (1992-presente)
- Ted Lundström – basso (1992-presente)
- Johan Söderberg – chitarra (1998-presente)
- Jocke Wallgren – batteria (2016-presente)

### Ex componenti
- Nico Kaukinen – batteria (1992-1996)
- Anders Hansson – chitarra (1992-1998)
- Martin Lopez – batteria (1996-1998)
- Fredrik Andersson – batteria (1998-2015)

### Musicisti in studio
- Tobias Gustafsson – batteria (2015)

## Discografia

### Album in studio
- 1998 – Once Sent from the Golden Hall
- 1999 – The Avenger
- 2001 – The Crusher
- 2002 – Versus the World
- 2004 – Fate of Norns
- 2006 – With Oden on Our Side
- 2008 – Twilight of the Thunder God
- 2011 – Surtur Rising
- 2013 – Deceiver of the Gods
- 2016 – Jomsviking
- 2019 – Berserker
- 2022 – The Great Heathen Army

### Raccolte
- 2010 – Hymns to the Rising Sun

### EP
- 1996 – Sorrow Throughout the Nine Worlds

## Videografia

### Videoclip
- Thousand Years of Oppression (2002)
- Death in Fire (2003)
- The Pursuit of Vikings (2004)
- Runes to My Memory (2006)
- Cry of the Black Birds (2007)
- Twilight of the Thunder God (2008)
- Guardians of Asgaard (2009)
- Destroyer of the Universe (2011)
- Deceiver of the Gods (2013)
- Father of the Wolf (2013)
- As Loke Falls (2013)
- First Kill (2016)
- Raise Your Horns (2016)
- The Way of Vikings (2016)
- At Dawn’s First Light (2016)
- Fafner's Gold (2019)
- Crack the Sky (2019)
- Mjölner, Hammer of Thor (2019)
- Shield Wall (2019)
- Raven's Flight (2019)
- Get in the Ring (2022)
- The Great Heathen Army (2022)

### DVD/VHS
- 2006 - Wrath of the Norsemen